# New Brunswick

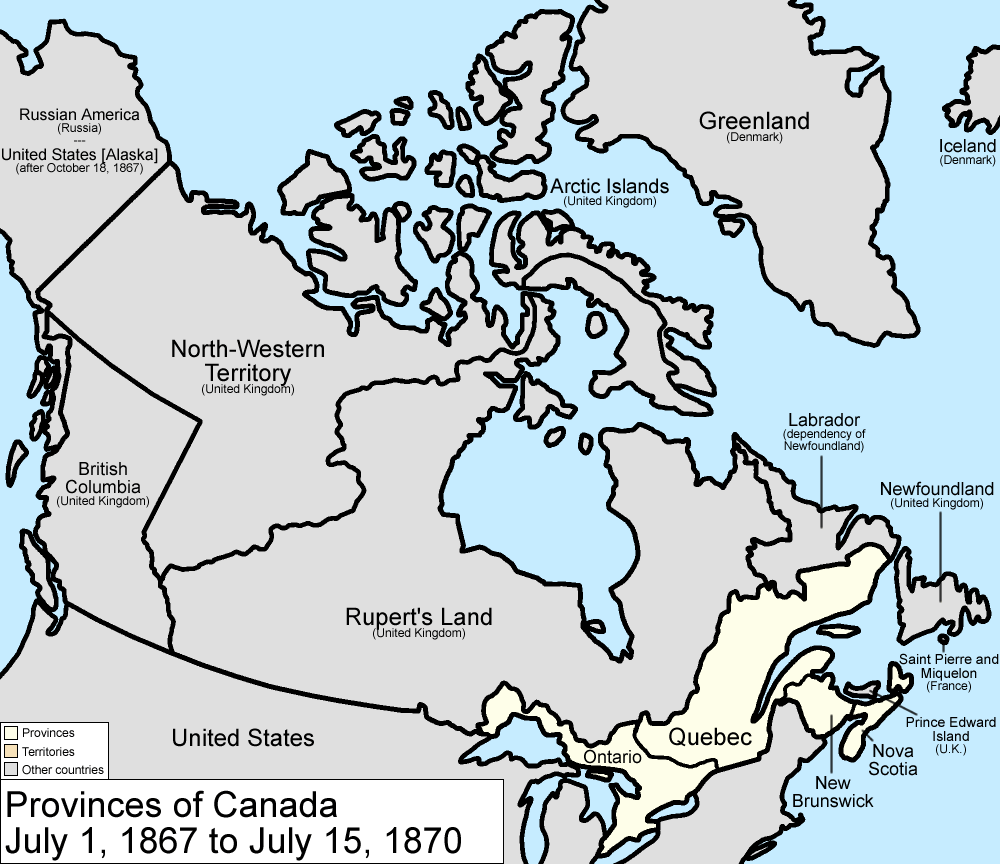
Kanada und seine Provinzen 1867

New Brunswick ([/n(j)uː ˈbɹʌnzwɪk/]; französisch Nouveau-Brunswick [/nu.vo.bʁɔn.ˈzwɪk/]; deutsch auch Neubraunschweig) ist eine kanadische Provinz. Sie ist die einzige offiziell zweisprachige. Die knapp 73.000 km² große Provinz hat mehr als 750.000 Einwohner. Die Hauptstadt ist Fredericton.

## Geographie
Die Landfläche liegt im Osten Kanadas am Atlantik und beträgt rund 70.000 km². Etwa 80 % der Fläche sind Wald, die restlichen 20 % Ackerland und Stadtgebiet. New Brunswick liegt am Nordende der Appalachen. Im Nordosten ragt die Akadische Halbinsel in den Sankt-Lorenz-Golf hinein. Die Landschaftstypen sind Berge (höchster Berg ist der Mount Carleton mit 820 m), Hügel und Flusstäler.
New Brunswick grenzt im Norden an Québec und die Chaleur-Bucht, im Osten an die Northumberlandstraße, die New Brunswick von der Prince Edward Island trennt, sowie an die Nova-Scotia-Halbinsel, den Festlandanteil der Nachbarprovinz Nova Scotia. Im Süden liegt die Bay of Fundy, im Westen grenzt die Provinz an den amerikanischen Bundesstaat Maine.
Innerhalb Kanadas wird New Brunswick zu den drei Seeprovinzen und somit auch zu den atlantischen Provinzen gerechnet.
Zum Schutz der Landschaft, der Flora und Fauna gibt es in der Provinz 32 Provincial Parks.

## Geschichte

### Frühgeschichte
Vor etwa 13.000 Jahren, gegen Ende der letzten Kaltzeit, lag die Provinz noch unter einem Eispanzer. Die ältesten menschlichen Spuren in den östlichen Provinzen fanden sich am Fundplatz Debert in Neuschottland. Sie reichen bis etwa 9000 v. Chr. zurück. Diese Jäger, die Mastodonten und Wollhaarmammute antrafen, bewegten sich in einer Tundrenlandschaft zwischen Gletscherresten. Mit dem Abschmelzen des Eises stieg der Meeresspiegel nach und nach um mehr als 100 m, so dass selbst das Tal des Saint John zeitweise unter Wasser stand.
Die Mi’kmaq lebten schon lange vor Ankunft der ersten Europäer im Gebiet zwischen der Gaspé-Halbinsel und Neuschottland, und damit auch auf Neubraunschweiger Gebiet. Dabei lebten die Maliseet am Saint John und die Passamaquoddy siedelten von der Passamaquoddy-Bucht über den Einzugsbereich des Saint Croix bis zum Schoodic-See. Die Bedingungen waren so günstig, dass in der Sprache der Mi’kmaq kein Wort für ‚Mangel‘ existiert.
Um 1500 v. Chr. lässt sich Fernhandel bis weit in den Westen fassen, umgekehrt dehnte die Adena-Kultur um 400 v. Chr. ihren Einfluss vom Ohio bis an die Ostküste aus. Unter ihrem Einfluss entstand auf North West Miramichi der ca. 2500 Jahre alte Augustine Mound. Er ist nach Joseph Augustine benannt, einem ehemaligen Mi’kmap-Häuptling, der dort aufgrund mündlicher Überlieferungen Artefakte vermutete, was durch Grabungen bestätigt wurde. An der nur 700 m entfernten Oxbow site im Red Bank reserve am Little South West Miramichi River ließen sich Siedlungen von großer Kontinuität nachweisen, deren älteste bis etwa 800 v. Chr. zurückreichen. Um 200 v. Chr. wurden erstmals Tonwaren hergestellt, eine Technik, die wohl von den Großen Seen oder aus dem Süden Neuenglands nach Neubraunschweig gekommen war.
Mitte des 16. Jahrhunderts entstand in Maine und in den kanadischen Seeprovinzen die Abenaki-(Wabanaki-)Konföderation infolge eines Friedensabkommens mit den irokesischen Mohawk. Neben den Mohawk gehörten die Ottawa dazu, ebenso wie Mi’kmaq, Maliseet, Passamaquoddy, Penobscot und zeitweise die westlichen Abenaki von Neuengland und Québec. Erst 1862, als die Penobscot sich aus der Konföderation zurückzogen, endete der Zusammenschluss. Im Laufe der 1870er Jahre endete auch die besondere Beziehung der anderen Stämme zu den Mohawk. Zahlreiche Ortsnamen, wie Mactaquac, Nashwaak, Quispamsis, Kouchibouguac, Restigouche, Abegweit (für Prince Edward Island), Pictou, Kejimkujik verweisen auf ihre Anwesenheit.

### Französische Kolonisierung, Akadier
Im Jahre 1524 erreichte Giovanni da Verrazzano die „Acadie“, die er nach Arkadien in Griechenland benannte. 1535 segelte Jacques Cartier in die Chaleur-Bucht. Im Jahre 1604 entstand am St Croix in der Passamaquoddy-Bucht (Peskutumaquadik) die erste europäische Siedlung im heutigen Kanada. 1606 erreichte Marc Lescarbot (um 1570–1642), der als erster Historiker Nordamerikas gilt, die Region.
Als Isaac de Razilly 1635 starb, der die wiederbelebte Siedlung Port-Royal geführt hatte, stritten sich von 1640 bis 1645 der Hugenotte Charles de Saint-Étienne de la Tour, der Gouverneur von Akadien zwischen 1631 und 1642 sowie von 1653 bis 1657 war, und der Katholik Charles de Menou d’Aulnay. Während La Tour seit 1610 im Pelzhandel tätig war, unter den Mi’kmaq gelebt, eine Abenaki-Frau geheiratet hatte und von den Händlern unterstützt wurde, verfügte d’Aulnay über gute Kontakte nach Paris. Dieser Konflikt, in dem protestantische Engländer eine wichtige Rolle spielten, überließ das zerstörte Land freier Nutzung – trotz des Grundsatzes „nulle terre sans seigneur“ (kein Land ohne Feudalherrn). Nach d’Aulnays Tod im Jahr 1650 gewann La Tour die Kontrolle über den Saint John zurück und gründete Handelsposten in Miscou Harbour und in Nepisiguit (Bathurst).
Aus dem Tal des Saint John eröffneten die Franzosen immer wieder Angriffe auf Neuengland, woraus sich dauerhafte Feindseligkeiten entwickelten. 1694 entstand im heutigen Fredericton ein erstes Fort namens Fort Saint-Joseph.

### Britische Kolonialzeit

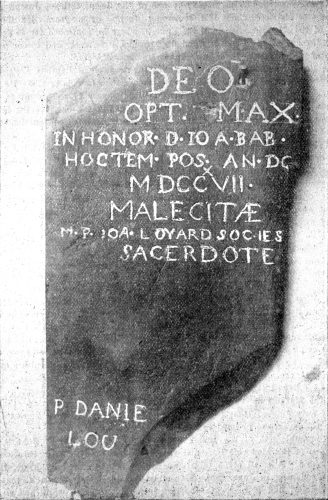
Als Maliseet Tablet bezeichnete Tafel aus Meductic von 1717. Sie wurde 1890 unter dem Grundstein der dortigen Kirche, im Südwesten der Provinz gelegen, entdeckt und gilt als ältestes religiöses Artefakt der Provinz (fotografiert um 1897).

1713, nach dem Spanischen Erbfolgekrieg, kam Neuschottland durch den Vertrag von Utrecht an Großbritannien. Das spätere New Brunswick war dadurch zum Restgebiet des ehemaligen Akadiens geworden, das auf zwei Seiten von britischen Kolonien umgeben war, von Neuschottland im Osten und Neuengland im Süden. Im Siebenjährigen Krieg (1756–1763) eroberten die Briten das Gebiet von Neubraunschweig. Durch den Vertrag von Paris wurde Neufrankreich Teil des britischen Kolonialreichs; das Neubraunschweiger Gebiet wurde zusammen mit einem Teil Maines der britischen Kolonie Neuschottland angeschlossen.
Als die Briten 1713 Akadien besetzten und etwa 10.000 Franzosen unterwarfen, verlor sich deren Kontakt zum französischen Feudalsystem. Die seit 1755 vertriebenen Akadier – abgesehen von denen, die auf Prince Edward Island und am oberen Saint John blieben – kehrten ab 1765 zurück und erhielten Land auf der Basis des britischen Feudalsystems. Viele von ihnen zogen in die Gegend von Memramcook, einige wurden Landbesetzer (Squatter) am Saint John, viele arbeiteten für die Robin Brothers von der Kanalinsel Jersey. Sie hatten 1764 begonnen, Fischfangstationen zwischen Gaspé und Cape Breton Island zu errichten.
1713 schlossen die regionalen Stämme einen eigenen Vertrag mit Großbritannien, in dem sie die Siedlungsrechte der Briten anerkannten, doch 1714 protestierten sie dagegen, dass die Siedler die zugestandenen Grenzen überschritten hatten. 1721 protestierten die Indianer der Region gegen die Übergabe an Großbritannien mit der Begründung, der König von Frankreich könne sein Land vergeben, an wen er wolle, sie jedoch würden dies nicht tun. Als Indianer in Massachusetts Vieh auf einer Weide töteten, ließ Gouverneur William Dummer schlafende Kennebec ermorden, woraufhin dieser Stamm ihm den Krieg erklärte. Dummer reagierte, indem er seinerseits allen Stämmen im Norden den Krieg erklärte, einschließlich derjenigen in Neubraunschweig. Dieser Krieg erhielt den Namen „Dummer’s War“ (Dummers Krieg). Erst 1725 kam es zu Dummers Friedens- und Freundschaftsvertrag, der in Boston unterzeichnet wurde, und in dem die Briten den Wabanaki freie Jagd, Fischfang und Anbau zugestanden.

### Loyalisten, britische Zuwanderung, Rohstoffindustrie
Nach der Unabhängigkeit der USA kamen rund 14.000 Loyalisten, Familien, die der Kolonialmacht Großbritannien treu geblieben waren, zur Bay of Fundy, gründeten die Stadt Saint John und besiedelten das Tal des gleichnamigen Flusses und das des St Croix River. Sie stellten schlagartig eine für die Indianer überwältigende Bevölkerungsmehrheit. 1784 erhielten sie in Abgrenzung von Halifax einen eigenen Kolonialstatus. Die Kolonie wurde nach dem welfischen Fürstenhaus Braunschweig benannt, dem auch König Georg III. entstammte. Die Hauptstadt Fredericton hat ihren Namen von Prinz Friedrich August.
Nach Neubraunschweig kamen Schotten, die vor der Aufteilung ihres Landes unter englische Viehgroßgrundbesitzer geflohen waren, dann Flüchtlinge vor dem Hunger aus Irland. Um 1850 lebten 277.000 Menschen in Neuschottland, 194.000 in Neubraunschweig und 72.000 auf der Prinz-Edward-Insel. Damit hatte sich die Bevölkerung seit etwa 1800 verfünffacht. Der Anteil der Iren lag zeitweise bei zwei Dritteln der Bevölkerung.
1807 versuchte London zur Finanzierung der Kolonie auf das sogenannte Quit-Rent-System zurückzugreifen, doch die Bauern waren nicht in der Lage diese Abgabe zu zahlen. Die Provinzregierung gründete 1820 die Bank of New Brunswick. Zwar stellten sich 1832 Erfolge ein, doch hatte die Holzindustrie, die seit Napoleons Kontinentalsperre ab 1807 von großer Bedeutung für die Deckung des britischen Holzbedarfs war, kein Interesse an kleinteiligen Landvergaben. 1835 drängte London die Kolonie zum Kauf der Quit-Rents für 1000 Pfund. So kam Großbritannien ab 1848 nur noch für die Verteidigungskosten auf, ähnlich wie in Neuschottland. Das nunmehr britische New Brunswick finanzierte sich fortan durch Siedlungsabgaben und Zölle.
Doch die überaus starke Abhängigkeit von Holzausfuhren, die bereits 1774 eingesetzt hatten, und vom Schiffbau machte jeden Preisverfall zu einer schweren Wirtschaftskrise. Dazu trug vor allem der ungeregelte Zugang zu Holz bei, so dass die zahlreichen Holzunternehmen die Wälder einfach nur ausplünderten. Zwar kamen einige Jahre lang Vorschläge auf, die Wirtschaft durch Zölle zu schützen, doch der Freihandel setzte sich auch für New Brunswick ab 1853 durch. Den Preisverfall glich zunächst der Krimkrieg 1852–1856 aus, dann der Bürgerkrieg in den USA von 1861–1865. Als sich die Reserven an großen Urwäldern erschöpften und die Segelschiffe zunehmend durch Dampfschiffe ersetzt wurden, brach der Holzmarkt zusammen. Tausende von Siedlern verließen die Kolonie.
Andere Rohstoffe sorgten nur für einen begrenzten Ersatz, wie etwa Kohle. Die erste Eisenbahnlinie war eine Kohlebahn bei Pictou, die 1838 entstand. In den 1850er Jahren kamen Verbindungen von Halifax nach Truro und Windsor, von St. John’s nach Shediac, weiter nach Truro und von St. Andrews nach Woodstock hinzu. Als die Anschlussverhandlungen an das entstehende Kanada 1864 aufgenommen wurden, erhoffte man sich eine Anbindung an ein kontinentales Eisenbahnnetz.

### Provinz New Brunswick, Eisenbahnanschluss, Industrialisierungsversuche

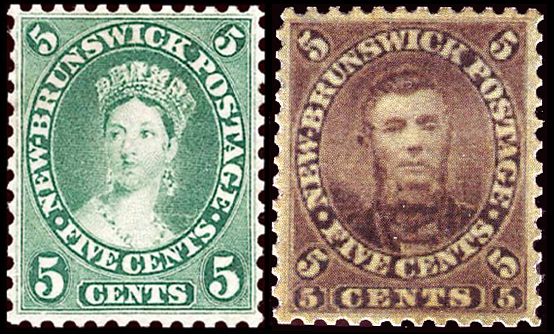
Briefmarken von New Brunswick, Königin Victoria (links) und Charles Connell (rechts), 1860

1864 wollte man auf der Konferenz von Charlottetown die Kolonien Neuschottland, Neubraunschweig und Prinz-Edward-Insel zu einer „Maritimen Union“ zusammenschließen. Zum Schutz vor Angriffen aus den USA nach dem Ende des Bürgerkriegs sollte der Bundesstaat ein größeres Gebiet umfassen. Viele der Bewohner von New Brunswick wollten jedoch nicht Teil dieses größeren Staats sein, da sie befürchteten, dass die Bedürfnisse der Seeprovinzen hinter denen Nieder- und Oberkanadas zurückstehen würden.
Nach der Gründung des Bundesstaates erlitten New Brunswick und die restlichen Seeprovinzen einen signifikanten wirtschaftlichen Rückgang. Die neue nationale Politik Kanadas störte die guten Beziehungen der Seeprovinzen zu Neuengland. 1877 zerstörte ein Großbrand Saint John und die Segelindustrie ging stark zurück. Viele Menschen trieb die Arbeitslosigkeit in den Westen Kanadas oder in die USA.
Weder Nova Scotia oder New Brunswick noch British Columbia wären der Union beigetreten, hätte es die Versprechen einer Eisenbahnverbindung nicht gegeben. Diese war von Moncton nach Winnipeg bis zur Westküste geplant. Tatsächlich entstand bis 1876 die Intercolonial Railway, die die Provinz an das ostkanadische Handelssystem band, 1889 folgte die Canadian Pacific Railway bis nach Saint John. Zwar kam es zu einer kurzen Blüte der Eisen-, Textil- und Zuckerindustrie, doch wurden diese durch kapitalstarke Unternehmen aus den zentralen Provinzen aufgekauft.

### Verarmung, nationale Politik, Sozialstaat, Ende der Eisenbahn
Nach dem Ersten Weltkrieg gingen die traditionellen Industrien weiter zurück, so dass der Lebensstandard dauerhaft unterhalb des kanadischen Schnitts blieb. Der Anteil der Gesundheits- und Bildungsausgaben lag etwa 50 % unter dem Landesdurchschnitt, Analphabetismus und Kindersterblichkeit lagen in der verarmten Provinz erheblich höher.
Zugleich forderte das Maritime Rights Movement an der Ostküste die Rechte, die 1926 abgelehnt worden waren. 1934 forderte die Nova Scotia Royal Commission of Economic Enquiry für die Ostküste die gleiche Hilfe, wie einst für die Prärieprovinzen. Zugleich war die Provinz in einen urbanen englischsprachigen Süden und einen ländlich-französischen Norden geteilt. Zwei einflussreiche Familien, die Irvings und die McCains, modernisierten die Wirtschaft durch vertikale Integration.
Zwischen 1948 und 1952, am Ende der Eisenbahnepoche in Kanada, wurde der Trans-Canada Highway von Halifax und Saint John’s nach Victoria erbaut, die Trans-Canada Air Lines, ein Staatsbetrieb, nahmen 1939 ihren Postbetrieb von Küste zu Küste auf. Trans Canada und Canadian Pacific fusionierten, lokale Carrier versorgten die Atlantikprovinzen. 1954 entstand der Atlantic Provinces Economic Council als Planungsgruppe. Dieses Aufstreben der Provinzengruppe gipfelte in der Bildung des Department of Regional Economic Expansion 1969 und im folgenden Jahr der Atlantic Provinces Royal Commission on Maritime Union.

### Seit 1960: Gleichstellung der Akadier, Einbruch der Fischerei, zwei Amtssprachen

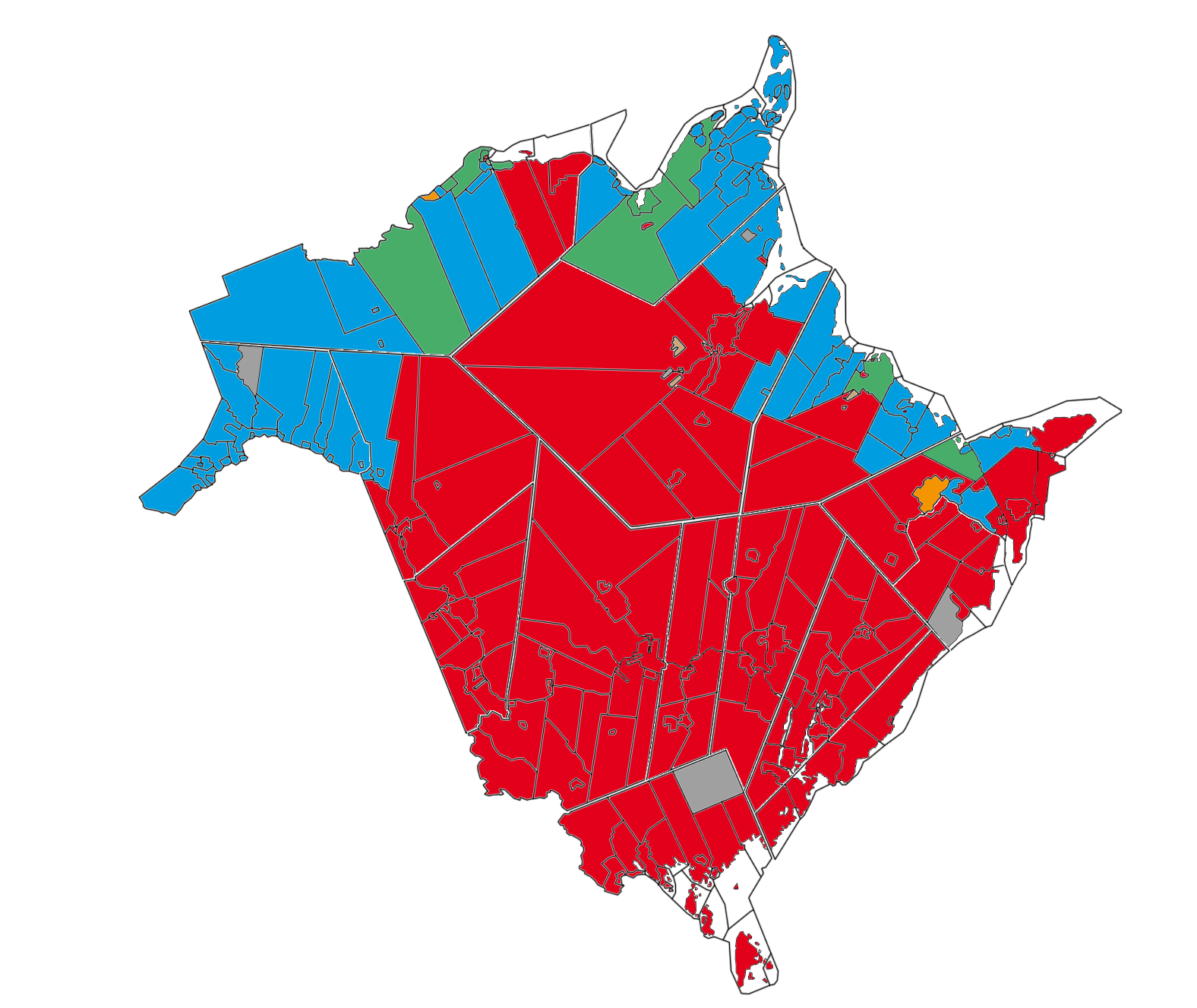
Verteilung der beiden Hauptsprachen der Provinz: Rot – Mehrheit der Bevölkerung spricht Englisch, Blau/Grün – Mehrheit der Bevölkerung spricht Französisch

Die französischsprachigen Akadier lebten größtenteils an der Nord- und Ostküste, während der Rest der dünn besiedelten Provinz englischsprachig war. Staatliche Dienste waren oft nicht auf Französisch verfügbar und die Infrastruktur war in frankophonen Gebieten schlechter entwickelt. Dies änderte sich 1960 mit der Wahl Louis Robichauds zum Premierminister. Er entwickelte den Chancengleichheitsplan. Die Kompetenz für Ausbildung, Unterhalt der ländlichen Straßen und Gesundheitspflege wurde der Provinz übertragen. 1969 wurde ein Gesetz erlassen, das Französisch und Englisch zu gleichberechtigten Amtssprachen machte.
Die Regierung investierte in den 60er Jahren in Elektrifizierung, in Industrien und Rohstoffabbau, Waldwirtschaft und Fischerei sowie Straßenbau, und förderte Transferleistungen zwischen den Provinzen, um den Lebensstandard an den nationalen Durchschnitt anzupassen. 1963 folgte die Regierung den Empfehlungen der Byrne Commission und die Provinz übernahm die Verantwortung für Bildung, Gesundheitsvorsorge, sowie andere staatliche Leistungen. Die Kommunen sollten sich nur noch um Wasserversorgung, Feuerwehren sowie lokale Polizeidienste kümmern. Dementsprechend sollte das Steueraufkommen zwischen Bund, Provinz und Städten aufgeteilt werden.
Die Fischerei der Atlantikküste profitierte von der Erweiterung der Dreimeilenzone auf 200 Meilen. Auch wurde der dort gefangene Fisch nun besser vermarktet und ging überwiegend in die USA. Fischfabriken und neue Trawler erhöhten die Umsätze. Allerdings brachte die Überfischung die Fischbestände so stark zum Einbruch, dass zahlreiche Fischer abwanderten.

## Politik
Das politische System der Provinz basiert auf dem Westminster-System mit einem Einkammerparlament (von 1784 bis 1891 besaß die Provinz ein Zweikammerparlament). Die Legislativversammlung besteht aus 55 Mitgliedern, die in ebenso vielen Wahlkreisen nach dem Mehrheitswahlsystem gewählt werden. Der Vizegouverneur kann in Absprache mit dem Premierminister innerhalb eines bestimmten Zeitrahmens das Parlament vorzeitig auflösen und Neuwahlen ansetzen, der britischen Parlamentstradition entsprechend. Spätestens nach fünf Jahren müssen Neuwahlen stattfinden. Premierminister ist stets der Vorsitzende jener Partei, welche die meisten Sitze errungen hat. Dieses Amt hat seit 2018 Blaine Higgs inne, Vizegouverneurin ist Jocelyne Roy-Vienneau.
In der Provinzpolitik dominieren zwei Parteien, die New Brunswick Liberal Association bzw. die Association libérale du Nouveau-Brunswick und die Progressive Conservative Party of New Brunswick bzw. der Parti progressiste-conservateur du Nouveau-Brunswick. Zwar erzielt die sozialdemokratische New Brunswick New Democratic Party bzw. der Nouveau Parti démocratique du Nouveau-Brunswick regelmäßig über zehn Prozent der Stimmen, ist aber selten im Provinzparlament vertreten. Diesem gehören dafür die Green Party of New Brunswick (seit 2014) und die rechte People’s Alliance of New Brunswick (seit 2018) an.
Die Politik in New Brunswick unterscheidet sich von jener in anderen kanadischen Provinzen. Das Fehlen eines dominierenden urbanen Zentrums bewirkt, dass die Regierung auf die Bedürfnisse möglichst aller Regionen Rücksicht nehmen muss. Die große französischsprachige Minderheit trägt ebenso zu einer eher konsensorientierten Politik bei. Im kanadischen Unterhaus wird New Brunswick von zehn Abgeordneten vertreten. Gemäß der kanadischen Verfassung stehen der Provinz ebenfalls zehn Sitze im Senat von Kanada zu.

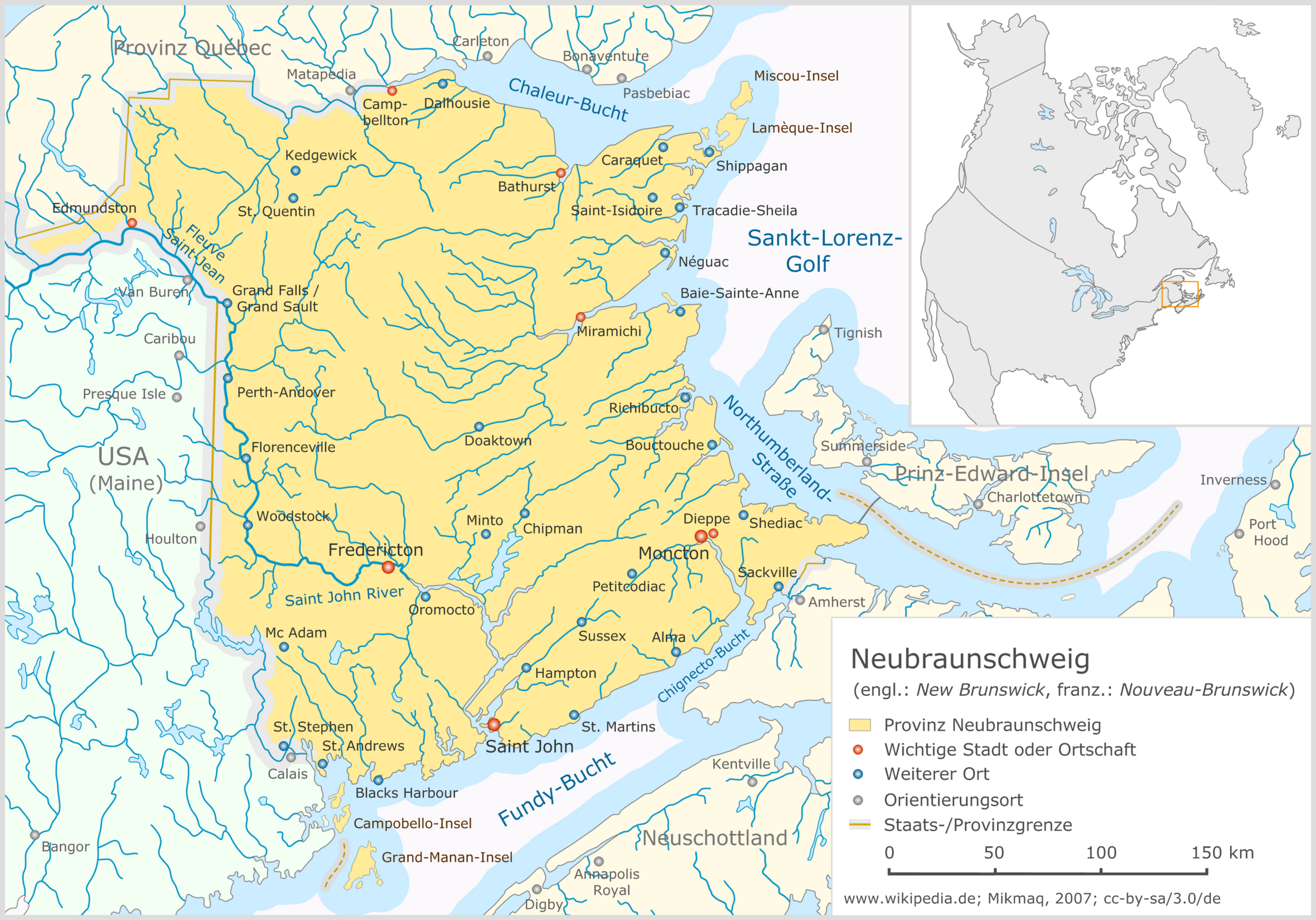
Karte von New Brunswick

## Verwaltungsgliederung
New Brunswick ist in 15 Bezirke unterteilt:
- Albert County
- Carleton County
- Charlotte County
- Gloucester County
- Kent County
- Kings County
- Madawaska County
- Northumberland County
- Queens County
- Restigouche County
- Saint John County
- Sunbury County
- Victoria County
- Westmorland County
- York County

## Wirtschaft

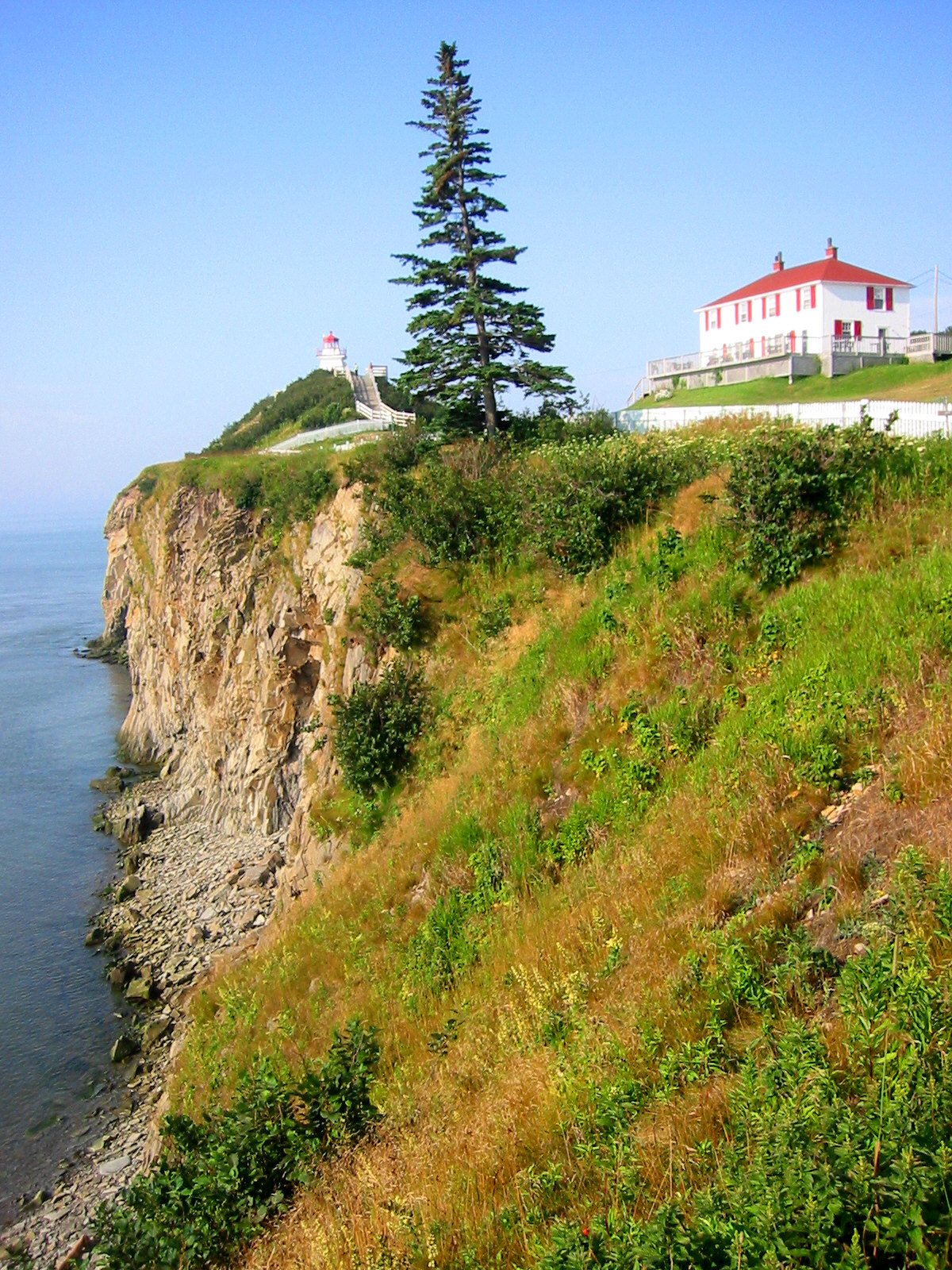
Cape Enrage Leuchtturm in New Brunswick

Die Wirtschaft wird vom Finanz- und Dienstleistungssektor dominiert, ist aber bekannter durch Bergbau, Holz- und Landwirtschaft (Kartoffeln) sowie Fischerei (Amerikanischer Hummer, Muscheln). Wichtigste Arbeitgeber in der Provinz sind die Unternehmen der Irving-Gruppe, die Provinzregierung und die McCain-Unternehmen (Nahrungsmittel). Daneben gibt es Tourismus, besonders im Kouchibouguac- und Fundy-Nationalpark sowie im Mount-Carleton-Provinzpark, dem Nationalpark Jacquet River Gorge und auf der Akadischen Halbinsel.

## Bevölkerung
New Brunswick hatte im Jahr 2021 entsprechend dem Zensus dieses Jahres 775.610 Einwohner. Die ursprünglichen Einwohner (First Nations oder Premières Nations), Micmac-, Maliseet- und Passamaquoddy, sind heute eine Minderheit. Etwa 65 % der Bevölkerung sprechen Englisch und etwa 30 % Französisch. Letztere Bevölkerungsgruppe nennt sich Akadier, nach der Bezeichnung der Region (Akadien) aus der Kolonialzeit Frankreichs. Die Akadier sind die Nachkommen der in der Zeit der Unabhängigkeitskriege vertriebenen französischen Siedler. Sie weigerten sich, den Treueeid auf die Britischen Krone zu leisten, und wurden durch Loyalisten „ersetzt“. Der Dialekt der Akadier ähnelt stark der zur Zeit der Auswanderung in Loudun in Frankreich gesprochenen Sprache Angevin.

## Städte

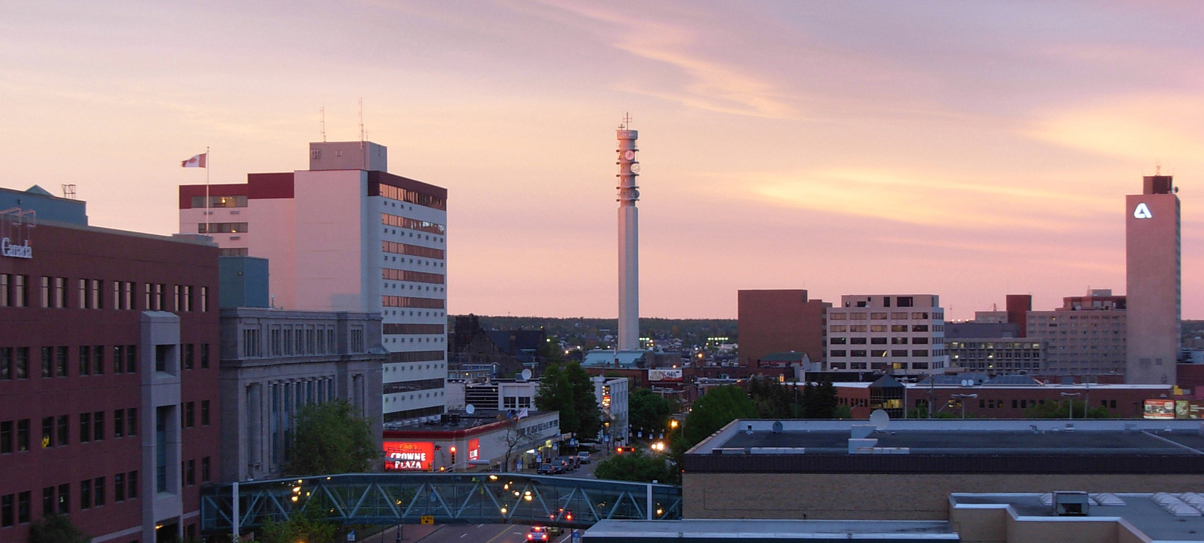
Die Stadt Moncton in der Abenddämmerung

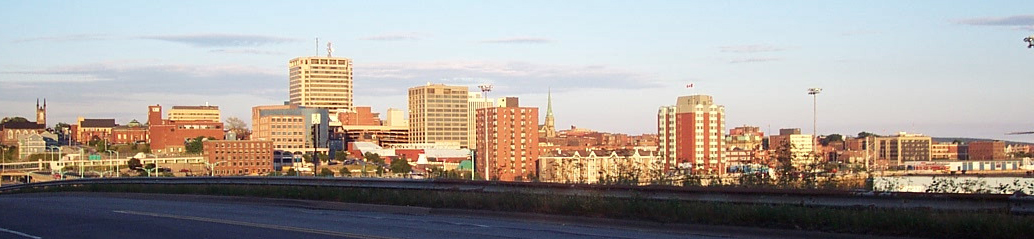
Die Stadt Saint John (2002)

Wichtige Städte sind Saint John, Fredericton (Hauptstadt), Moncton, Edmundston, Bathurst und Campbellton.
Saint John ist eine Hafenstadt mit Holz- und Papierindustrie sowie einer Erdölraffinerie, die ebenso wie ein Großteil der Wirtschaft und der Presse der Provinz von der Irving-Familie, den Nachkommen von K. C. Irving, kontrolliert wird. Saint John wird nicht zu „St. John“ abgekürzt, um es besser von St. John’s, der Hauptstadt Neufundlands, zu unterscheiden. Außerhalb der Atlantikprovinzen werden beide Städte oft miteinander verwechselt.
Fredericton ist eine Universitätsstadt mit Kunsthalle und Theater. Die Stadt hat mit der Christ Church Cathedral die älteste Kathedrale Nordamerikas.
| Gemeinde                                                 | 2006   | 2011   | 2016   | 2021   |
| -------------------------------------------------------- | ------ | ------ | ------ | ------ |
| Moncton                                                  | 64.128 | 69.074 | 79.470 | 79.470 |
| Saint John                                               | 68.043 | 70.063 | 67.575 | 69.895 |
| Fredericton                                              | 50.535 | 56.224 | 58.721 | 63.116 |
| Dieppe                                                   | 18.565 | 23.310 | 25.384 | 28.114 |
| Riverview                                                | 17.832 | 19.128 | 20.584 | 20.584 |
| Quispamsis                                               | 15.239 | 17.886 | 18.245 | 18.768 |
| Miramichi                                                | 18.129 | 17.811 | 17.537 | 17.692 |
| Edmundston                                               | 16.643 | 16.032 | 16.580 | 16.437 |
| Bathurst                                                 | 12.714 | 12.275 | 11.897 | 12.157 |
| Rothesay                                                 | 11.637 | 11.947 | 11.659 | 11.977 |
| Quelle: Statistics Canada (2006 und 2011, 2016 und 2021) |        |        |        |        |

## Bildung und Forschung
Die University of New Brunswick, welche als King’s College 1785 in Fredericton gegründet wurde, ist heute eine große öffentliche englischsprachige Universität mit rund 12.000 Studenten. Ihr Hauptsitz ist in Fredericton, weitere Campus befinden sich in Saint John, Bathurst und Moncton. Sie ist das älteste öffentliche Institut für höhere Bildung in Nordamerika.
Die Mount Allison Universität in Sackville ist eine kleine Privatuniversität, die innerhalb Kanadas regelmäßig aufgrund der Lehrqualität ausgezeichnet wird. Sie war die erste Hochschule im Britischen Weltreich, an der eine Frau einen akademischen Grad erwarb.
Die Université de Moncton ist eine französischsprachige Hochschule mit Hauptsitz in Moncton. Ebenfalls in Moncton gelegen ist die Atlantische Baptistenuniversität (Atlantic Baptist University), ursprünglich eine Bibelschule, die heute ein umfassendes Programm anbietet.

## Verkehr

### Highways
New Brunswick verfügt über ein 18.000 km langes Netz an Highways, Zubringer- und weiteren Landstraßen, die durch die Provinz verlaufen und größere Städte, Gemeinden und mehrere Provinzen verbinden. Die Zubringerlandstraßen Route 1, 2, 7 und 15 verbinden mehrere größere Städte und angrenzende Gemeinden mit dem überaus wichtigen Trans-Canada Highway, der durch mehrere Provinzen verläuft und nach Nova Scotia, Prince Edward Island und ganz im Norden auf der Kap-Breton-Insel (Cape Breton Island) endet.

### Flugverbindungen
Die Provinz verfügt über gute Verbindungen innerhalb Kanadas sowie ins restliche Nordamerika. Weitere Flugverbindungen bestehen nach Europa sowie weiteren Zielen. Neben einer Vielzahl kleinerer regionaler Flughäfen verfügt die Provinz über mehrere größere Flughäfen mit planmäßigen internationalen Flugverbindungen. Dazu zählen der Fredericton International Airport in Fredericton und der Greater Moncton International Airport in Moncton.

### Schienenverkehr
Der Schienenpersonenverkehr wird von VIA Rail Canada betrieben. Es sind mehrere Städte und Gemeinden am Schienennetz angeschlossen. Somit kann man von New Brunswick aus, durch Umsteigemöglichkeiten an größeren Bahnhöfen, jede Stadt in Kanada erreichen.

### Fähren
Das Department of Transportation betreibt ganzjährige, tägliche Fährlinien zwischen Deer Island und Letete. Des Weiteren zwischen St. John und Kennebecasis. Weitere Fährenbetreiber wie Coastal Transport, Bay Ferries und East Coast Ferries bieten weitere tägliche Fährverbindungen an.

### Busverbindungen
In der Provinz verkehren planmäßige Intercity-Buslinien, die mehrere Städte und Gemeinden mit dem Rest des Landes sowie den USA verbinden. Der größte Betreiber ist Acadian Lines, die mehrere Verbindungen anbieten.

## Persönlichkeiten aus New Brunswick/Nouveau-Brunswick
- Francis Peabody Sharp (1823–1903), Obstzüchter und Baumschulbesitzer
- Andrew Bonar Law (1858–1923), britischer Premierminister
- Archibald Lampman (1861–1899), Dichter
- Edwin T. McKnight (1869–1935), Präsident des Senats von Massachusetts
- Richard Bedford Bennett (1870–1947), kanadischer Premierminister
- William Baker Kinne (1874–1929), Politiker, Vizegouverneur von Idaho
- Walter Pidgeon (1897–1984), Schauspieler
- Jack Cummings (1900–1989), Filmproduzent
- Jack Cole (1911–1974), Tänzer und Choreograf
- Brett Somers (1924–2007), Schauspielerin
- Rusty Wellington (1925–1987), Country- und Rockabilly-Musiker
- Donald Sutherland (1935–2024), Schauspieler
- Barbara Hanawalt (* 1941), Historikerin
- Paul LeBlanc (1946–2019), Hairstylist und Maskenbildner
- Jocelyne Saucier (* 1948), Autorin französischer Sprache
- Jocelyne Roy-Vienneau (1956–2019), Ingenieurin und Vizegouverneurin der Provinz New Brunswick
- Gordie Dwyer (* 1978), Eishockeytrainer und ehemaliger NHL-Spieler